# Lac de l'Écubier
Le lac de l'Écubier est un lac situé au sud-ouest de la péninsule Loranchet sur la Grande Terre, l'île principale des Kerguelen dans les Terres australes et antarctiques françaises.

## Géographie

### Situation
Le lac de l'Écubier est situé au sud-ouest de la péninsule Loranchet, au pied des monts des Brumes (829 m) en surplomb de l'océan Indien à 580 m d'altitude, à l'est du cap Gaillard. De forme ovoïde, il s'étend sur environ 630 mètres de longueur et 430 mètres de largeur maximales, au sein d'une dépression du petit cirque qui collecte les eaux de pluie et de fonte des neiges des monts. Son exutoire, situé à l'ouest, est une cascade qui se jette directement dans l'océan Indien au niveau de la baie de Bénodet.

### Toponyme
Le lac doit son nom – attribué en 1967 par la commission de toponymie des îles Kerguelen – à la forme du cap Gaillard qui évoque celle d'un écubier de navire.